# .mh
.mh je internetová národní doména nejvyššího řádu pro Marshallovy ostrovy.